# Mây vũ tầng
Mây vũ tầng (tiếng La tinh: Nimbostratus với nimbo-, nimbus- nghĩa là mưa; ký hiệu Ns) là một kiểu mây của một lớp với đặc trưng là các lớp không hình thù, gần như có màu xám sẫm đồng nhất; nó là loại mây gây mưa thuộc kiểu tầng, nằm ở cao độ trung bình, thường phát triển trên 2.000 m (6.500 ft) theo định nghĩa của Tổ chức Khí tượng Thế giới (WMO). Nó có thể xuống thấp hơn 2.000 m và tại một số quốc gia được phân loại như là mây mức thấp. Mây vũ tầng ngăn cản một lượng lớn ánh nắng mặt trời do cấu trúc đậm đặc của nó. Mây vũ tầng thường có độ dày 2.000-3.000 m (6.500-10.000 ft), nhưng dao động trong khoảng từ 1.000 m (3.500 ft) tới 4.500 m (15.000 ft). Trong một số trường hợp hiếm, mây vũ tầng có thể rất mỏng và kèm theo bằng một lớp mây trung tầng (Altostratus), được phân chia bằng một lớp không mây.
Đáy của mây vũ tầng bị mờ do giáng thủy và thông thường không thể nhận thấy một cách rõ ràng. Trong mọi trường hợp, mây vũ tầng được kèm theo là mây mảnh (fractus), phát triển phía dưới lớp mây vũ tầng. Nếu lớp mây mảnh là hoàn toàn mờ, sự hiện diện của giáng thủy chỉ ra sự hiện diện của mây vũ tầng. Chuyển động mảnh là chậm và đồng nhất dưới mây vũ tầng.

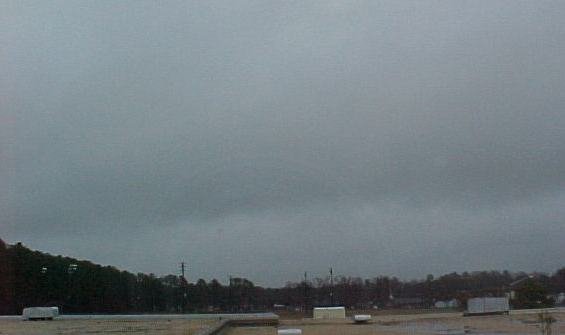
Mây vũ tầng có rất ít các đặc trưng nhìn thấy.

Mây vũ tầng, mây tầng (Stratus), mây trung tầng (Altostratus) và mây tầng tích (Stratocumulus) tất cả đều có biểu hiện ngoài màu xám và bóng mượt. Thông thường, mây vũ tầng là dấu hiệu của giáng thủy từ trung bình tới mạnh. Tuy nhiên, giáng thủy không xảy ra ở mặt đất trong trường hợp mưa đổi dạng và kèm theo các kiểu mây khác. Có một loạt các đặc trưng giúp người quan sát phân biệt mây vũ tầng với các dạng mây khác:
- Mây tầng mang nhiều giáng thủy nhẹ (mưa phùn, mưa lâm thâm) hơn so với mây vũ tầng;
- Mây trung tầng nhạt hơn về màu và ít mờ hơn so với mây vũ tầng, vì thế ánh nắng mặt trời có thể chiếu xuyên qua chúng;
- Mây ti tầng (Cirrostratus) không bao giờ đem theo giáng thủy và có cấu trúc giống như màn mây, mỏng, màu ánh trắng, đặc trưng cho các dạng mây ti;
- Mây tầng tích chỉ mang theo giáng thủy nhẹ và có đáy nhìn thấy rõ ràng với các yếu tố mây tách rời dễ dàng phân biệt.

Ngoài ra, mây vũ tích (Cumulonimbus) lớn và thấp che phủ phần lớn bầu trời cũng có thể bị nhầm thành mây vũ tầng. Trong trường hợp này, mây vũ tầng có thể được phân biệt bằng giáng thủy đều và nhẹ.
Các kiểu mây mang giáng thủy khác là mây vũ tích.